# Профспілковий провулок (Київ)
Профспілковий прову́лок — провулок у Дніпровському районі міста Києва, місцевість Ліски. Пролягає від Профспілкової до Азербайджанської вулиць. 

## Історія
Провулок виник у 50-х роках XX століття під назвою 313-та Нова вулиця. Сучасну назву провулок отримав у 1953 році. У 90-х роках ХХ століття потрапив у перелік зниклих вулиць, однак існує і донині.